# Agrius
Agrius es un género de lepidópteros glosados del clado Ditrysia perteneciente a la familia Sphingidae. La especie A. cingulata es migratoria; se la encuentra desde Canadá hasta la Patagonia.

## Especies
- Agrius cingulata (Fabricius, 1775) (South, Central America) Especie tipo, para el género.
- Agrius convolvuli (Linnaeus, 1758) (Eurasia, Africa, Australia)
- Agrius cordiae Riotte, 1984 (Marshall Islands)
- Agrius godarti (Macleaey, 1826) (Australia)
- Agrius luctifera (Walker, 1865) (Indonesia)
- Agrius rothschildi Kitching & Cadiou, 2000

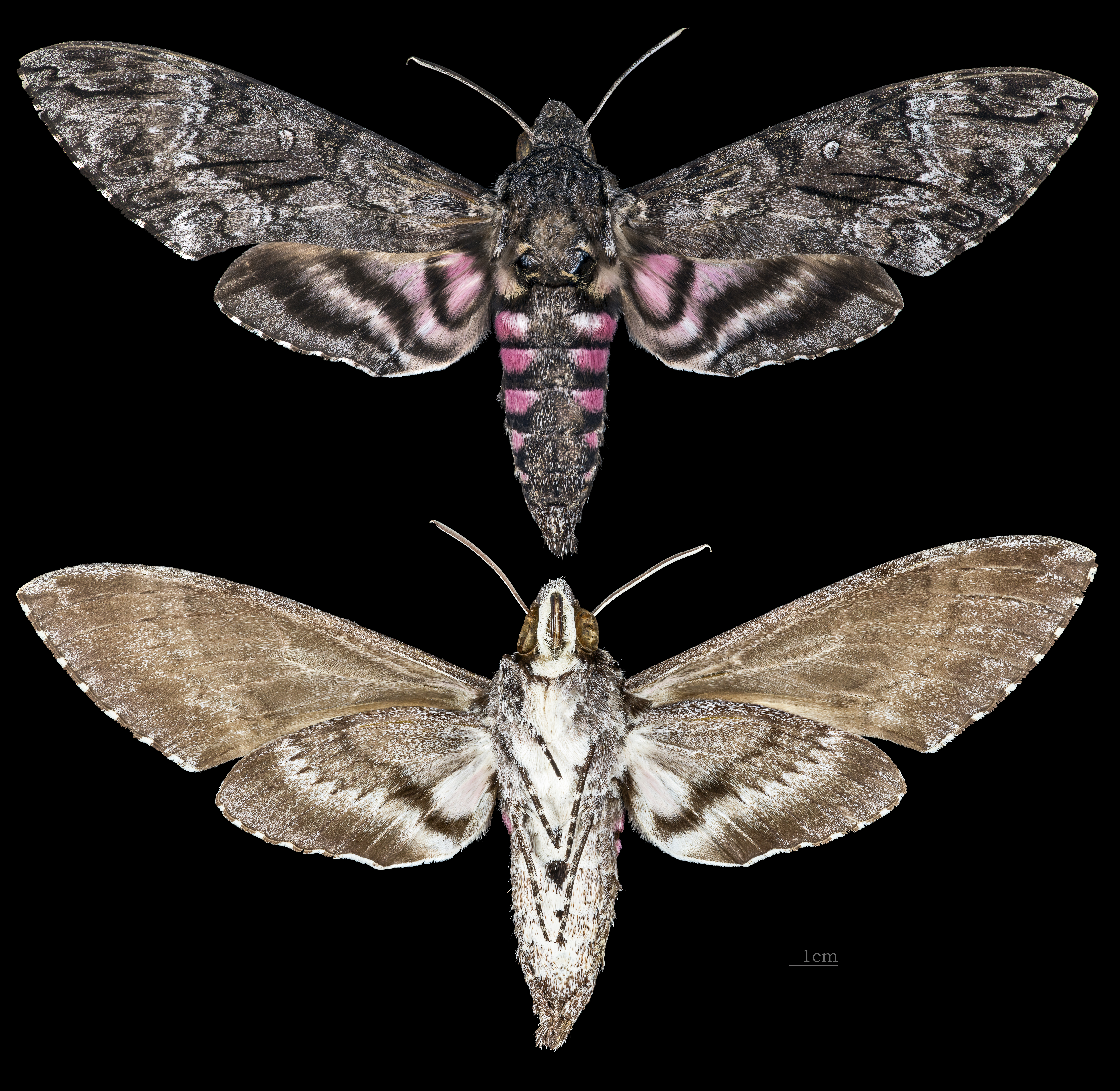
Agrius cingulata
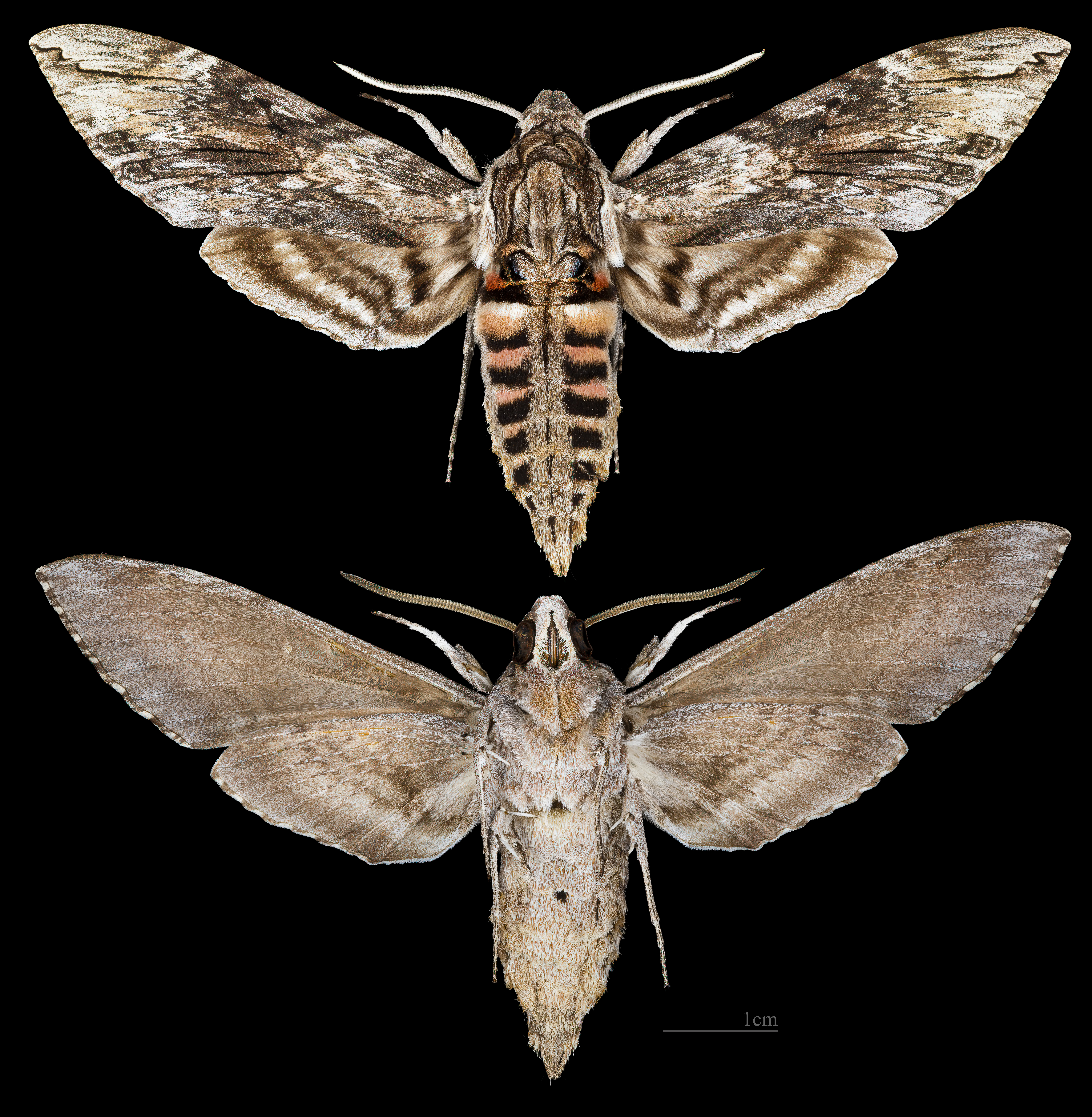
Agrius convolvuli
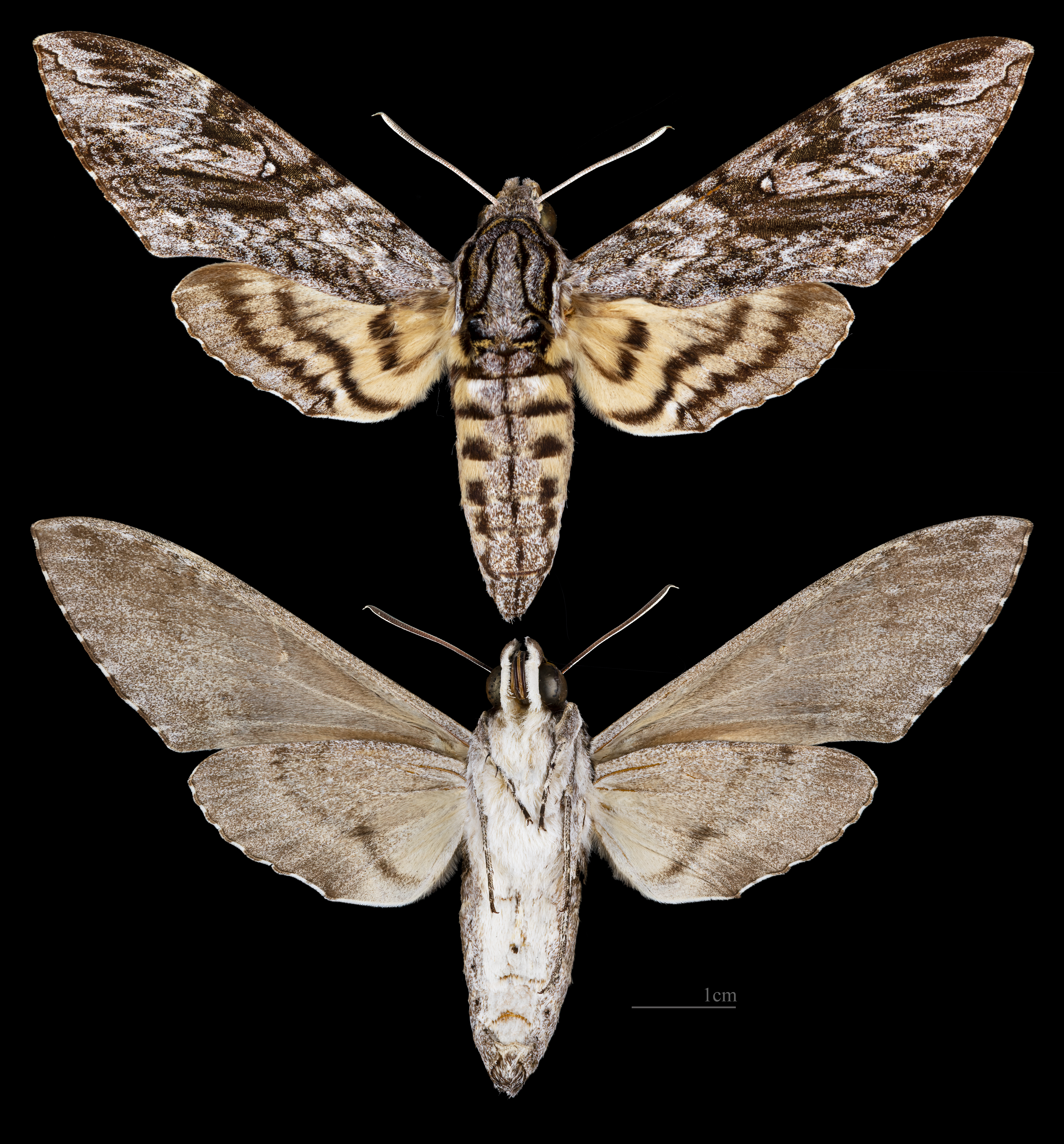
Agrius godarti